# バトラー郡 (ペンシルベニア州)
バトラー郡（英: Butler County）は、アメリカ合衆国ペンシルベニア州の西部に位置する郡である。人口は19万3763人（2020年）。郡庁所在地はバトラーであり、同郡で人口最大の都市である。
バトラー郡はピッツバーグ都市圏に属している。1800年3月12日にアレゲニー郡から分離して設立された。郡名はアメリカ独立戦争の将軍リチャード・バトラーにちなんで名付けられた。

## 歴史
バトラー郡はアメリカ独立戦争の英雄リチャード・バトラーに因んで名付けられた。広さ3,000エーカー (12 km2)の氷河湖アーサー湖があるモレーン州立公園がある。アーサー湖は釣りや帆走に利用され、周辺の公園はハイキングや狩猟に使われている。
幾つか著名な発明や発見が郡内で行われた。ブルックリン橋の設計者であるジョン・ローブリングが革命的なワイヤロープを発明したのはサクソンバーグである。現在オイル・クリークと呼ばれる場所で、郡住人のウィリアム・スミスとエドウィン・ドレイクが、石油を地下から連続して汲み出せることを証明した。1941年、アメリカン・バンタムによって「ジープ」が開発された。
著名な政治家が郡内に住み、また通っていった。ジョージ・ワシントンはフレンチ・インディアン戦争のときに郡内を通過した。郡出身で唯一のアメリカ合衆国上院議員ウォルター・ローリーが1828年に家を建てており、それは現在もバトラー郡庁舎背後に建っている。バトラー郡歴史協会の事務所がこの家を使っている。連邦政府の高官になった者としては、ビル・クリントン政権で1994年から1997年まで国防長官を務めたウィリアム・J・ペリーがいる。1945年にバトラー高校を卒業した。1923年、ウォレン・ハーディング大統領の葬列がワシントンD.C.に戻る途中で郡内を通過した。1960年アメリカ合衆国大統領選挙のとき、ジョン・F・ケネディ候補がバトラー郡庁舎前で演説を行った。この期間にヒューバート・ハンフリーもバトラー郡で演説した。2004年にはディック・チェイニー副大統領がジョージ・W・ブッシュ大統領の選挙運動で、サクソンバーグで演説した。ロックバンド、ポイズンのリードボーカルであるブレット・マイケルズが1963年に郡内で生まれた。

## 地理
アメリカ合衆国国勢調査局に拠れば、郡域全面積は795平方マイル (2,059.0 km2)であり、このうち陸地789平方マイル (2,043.5 km2)、水域は6平方マイル (15.5 km2)で水域率は0.79%である。

### 交通

#### 空港
- バトラー郡空港
- バトラー・ファーム・ショー空港
- レイクヒル空港

#### 主要高規格道路
| - 州間高速道路76号線 （ペンシルベニア・ターンパイク） - 州間高速道路79号線 - 州間高速道路80号線 - アメリカ国道19号線 - アメリカ国道422号線 | - ペンシルベニア州道8号線 - ペンシルベニア州道38号線 - ペンシルベニア州道58号線 - ペンシルベニア州道68号線 - ペンシルベニア州道108号線 - ペンシルベニア州道138号線 | - ペンシルベニア州道173号線 - ペンシルベニア州道228号線 - ペンシルベニア州道258号線 - ペンシルベニア州道268号線 - ペンシルベニア州道288号線 - ペンシルベニア州道308号線 | - ペンシルベニア州道356号線 - ペンシルベニア州道488号線 - ペンシルベニア州道528号線 - ペンシルベニア州道588号線 - マーズ・エバンス・シティ道路（元ペンシルベニア州道855号線） |

### 公共交通機関
- バトラー交通公社

### 水路
- アレゲニー川（郡の北東と南東の隅を通る。レクリエーションと工業の双方に使われている）
- コノケネッシング・クリーク（レクリエーションのカヌーとカヤックに使われている）
- アーサー湖、モレーン州立公園内（ レクリエーションのボート、カヌーとカヤックに使われている）
- スリッパリーロック・クリーク（レクリエーションのカヌーとカヤックに使われている）

### 隣接する郡
- ベナンゴ郡 - 北
- クラリオン郡 - 北東
- アームストロング郡 - 東
- ウェストモアランド郡 - 南東
- アレゲニー郡 - 南
- ビーバー郡 - 南西
- ローレンス郡 - 西
- マーサー郡 - 北西

## 郡政府と政治
バトラー郡はアメリカ合衆国下院議員ペンシルベニア州第3選挙区に属し、2013年時点では共和党議員を選出している。ペンシルベニア州議会上院では第21、第40、第41および第50選挙区に属しており、下院では第8、第10、第11、第12、および第64選挙区に属している。2013年時点で上院は共和党が4人、下院は民主党1人、共和党4人となっている。
ペンシルベニア州西部は総じて民主党が強いが、バトラー郡は共和党支持の傾向がある。大統領選挙で最後にバトラー郡を制したのは1964年のリンドン・B・ジョンソンとなっている。2000年の大統領選挙では、共和党のジョージ・W・ブッシュが62%、民主党のアル・ゴアが35%の支持率だった。2004年ではブッシュが64%、民主党のジョン・ケリーは35%だった。2008年ではやはり共和党のジョン・マケインが63%を取り、民主党のバラク・オバマは35%だった。さらにマケインはペンシルベニア州西部でアレゲニー郡とエリー郡以外の全てを制しており、前回のケリーが5郡を制したのと対照的だった。
2007年5月時点でバトラー郡には121,719人の登録有権者がいた。
- 民主党: 42,630 (33.35%)
- 共和党: 61,621 (51.36%)
- その他の政党: 6,529  (5.44%)

## 人口動態
以下は2000年国勢調査による人口統計データである。
| 基礎データ - 人口: 174,083人 - 世帯数: 65,862 世帯 - 家族数: 46,827 家族 - 人口密度: 85人/km2（221人/mi2） - 住居数: 69,868軒 - 住居密度: 34軒/km2（89軒/mi2） 人種別人口構成 - 白人: 96.5% - アフリカン・アメリカン: 0.9% - ネイティブ・アメリカン: 0.09% - アジア人: 0.8% - 太平洋諸島系: 0.03% - その他の人種: 0.17% - 混血: 0.7% - ヒスパニック・ラテン系: 0.9% 先祖による構成 - ドイツ系：35% - アイルランド系：12% - イタリア系：11% - イギリス系：7% - アメリカ人：6% - ポーランド系：5% - スコットランド・アイルランド系：4% | 年齢別人口構成 - 18歳未満: 24.6% - 18-24歳: 8.8% - 25-44歳: 29.4% - 45-64歳: 23.0% - 65歳以上: 14.3% - 年齢の中央値: 38歳 - 性比（女性100人あたり男性の人口） - 総人口: 95.4 - 18歳以上: 91.8 世帯と家族（対世帯数） - 18歳未満の子供がいる: 32.9% - 結婚・同居している夫婦: 59.8% - 未婚・離婚・死別女性が世帯主: 8.1% - 非家族世帯: 28.9% - 単身世帯: 24.2% - 65歳以上の老人1人暮らし: 10.4% - 平均構成人数 - 世帯: 2.55人 - 家族: 3.04人 |

## 都市と町

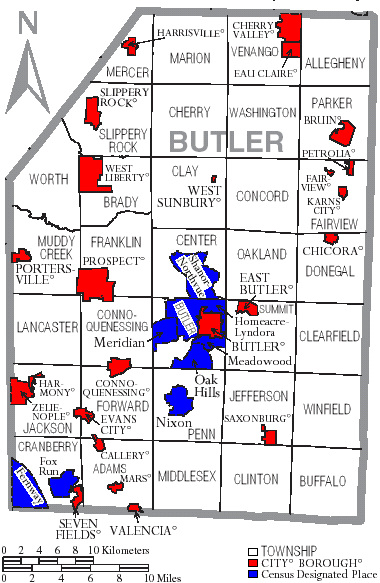
バトラー郡の自治体、ボロは赤、タウンシップは白、国勢調査指定地域は青

ペンシルベニア州法の下では4種類の自治体がある。市、ボロ、タウンシップ、町である。

### 都市
- バトラー - 郡庁所在地

バトラー郡にとって重要なことはピッツバーグ市に近接していることである。ガラス、石油、鉄鋼の生産で著名なピッツバーグ大都市圏に入っている。

### ボロ
| - ブルーイン - キャラリー - チェリーバレー - チコラ - コノケネッシング - イーストバトラー - オークレール - エバンスシティ | - フェアビュー - ハーモニー - ハリスビル - カーンズシティ - マーズ - ペトロリア - ポーターズビル - プロスペクト | - サクソンバーグ - セブンフィールズ - スリッパリーロック - バレンシア - ウェストリバティ - ウェストサンベリー - ゼリーノープル |

### タウンシップ
| - アダムズ - アレゲニー - ブラディ - バッファロー - バトラー - センター - チェリー - クレイ - クリアフィールド - クリントン - コンコード | - コノケネッシング - クランベリー - ドネガル - フェアビュー - フォワード - フランクリン - ジャクソン - ジェファーソン - ランカスター - マリオン - マーサー | - ミドルセックス - マッディクリーク - オークランド - パーカー - ペン - スリッパリーロック - サミット - ベナンゴ - ワシントン - ウィンフィールド - ワース |

### 国勢調査指定地域
国勢調査指定地域はアメリカ合衆国国勢調査局が人口統計データを取るために設定した地域である。州法の下では実際の司法権が及ぶ範囲ではない。村などその他の未編入領域も下記に挙げる。
| - ファーンウェイ - フォックスラン - ホームエーカー・リンドラ - ライクアーサーエステイツ - メドウッド - メリディアン | - ニクソン - オークヒルズ - シャナー・ノースビュー - スリッパリーロック・ユニバーシティ - ユニオンビル |

### 未編入の町
- ボイアーズ
- エイドノー
- ヒラーズ
- マーリンズビル
- レンフルー
- サーバー
- ワールビル
- ワッターズ

## 教育

### 高等教育機関
- バトラー郡コミュニティカレッジ[6]
- スリッパリーロック大学ペンシルベニア[7]

### 実業学校

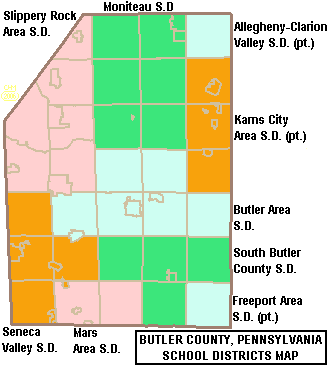
バトラー郡教育学区の区分図

- バトラー郡職業訓練校[8]

### 公共教育学区
ペンシルベニア州にある高校を持っている教育学区498の中で、3年間の数学と国語の試験成績をもとにランク付けを行っている。各学区の後の数字が2008年の順位である。
- アレゲニー・クラリオンバレー教育学区（部分） - 第396位
- バトラー地域教育学区 - 第147位
- フリーポート地域教育学区（部分） - 第72位
- カーンズシティ地域教育学区（部分） - 第270位
- マーズ地域教育学区 - 第111位
- モニトー教育学区 - 第361位
- セネカバレー教育学区 - 第81位
- スリッパリーロック地域教育学区 - 第217位
- 南バトラー郡教育学区 - 第133位

## メディア
- 「バトラー・イーグル」、日刊紙
- WBUT-AMラジオ局
- WISR-AMラジオ局
- WLER-FMラジオ局

## 公園とレクリエーション

### 公園
バトラー郡にはペンシルベニア州立公園が2か所ある。
- ジェニングス環境教育センター、州内で唯一保護されているプレーリー
- モレーン州立公園、 穏やかにうねる丘陵、繁茂する森、飛沫を上げる水路があり、氷河の影響を受けた土地と大量の鉱物資源がある。毎年100万人以上の人が、広さ16,725エーカー (67.68 km2) の公園を訪れているが、この公園が元は石炭や石油を採掘していた場所を修復したことは認識されていない。今日この公園は環境技術の傑出した成果例となっている。約140,000年前の第3氷河期に、氷河がクリークを堰き止め、3つの氷河湖を造った。北のスリッパリーロック・クリークには大きなエドマンド湖がある。南東には今は無いマコーネルズランが小さなプルーティ湖を造った。その中間にマッディ・クリークが中規模のワッツ湖を造った。

氷河のダムができる前、スリッパリーロック・クリークとマッディ・クリークは北に流れ、マコーネルズランは南に流れていた。氷河は分水界の縁でプルーティ湖を堰き止めた。最終的にプルーティ湖が溢れて南に流れ、スリッパリーロック・クリーク峡谷を掘り下げた。ワッツ湖とエドマンド湖からこの峡谷に流れ、深く掘り下げ、スリッパリーロック・クリークとマッディ・クリークを南に流れるようにした。スリッパリーロック・クリーク峡谷の深さ400フィート (120 m) ある地域は、近くにあるマコーネルズミル州立公園でも見られる。
氷河はうねりのある丘陵に硬木を置き、バレーの底には湿地のある景色を造った。砂利、砂、粘土を含む氷堆石が堆積し、沈泥が今は無い湖の底に残された。

### トレイル
- バトラー・フリーポート・トレイル、鉄道跡トレイルであり、バトラー市とフリーポート・ボロを繋いでいる
- ノースカントリー・トレイル、モレーン州立公園近くで郡内を通る
- スリッパリーロック・タウンシップにもトレイルがある。ローレンス郡のマコーネルズミル州立公園とを繋いでいる

## 大衆文化の中で
バトラー郡は映画の撮影地として使われることが多い。以下はその抜粋である
- ナイト・オブ・ザ・リビングデッド (1968年)
- ザ・クレイジーズ/細菌兵器の恐怖 (1973年)
- ウォッチャーズ (2008年)
- ザ・ロード (2008年)
- アイ・アム・ナンバー4 (2011年) [11]
- アベンジャーズ (2012年)

次の映画はバトラー郡が舞台だが、撮影は別の場所で行われた。
- 燃えつきるまで (1984年)